# Teatro de títeres de Bakú
El Teatro de títeres de Bakú (en azerí: Azərbaycan Dövlət Kukla Teatrı) Se encuentra en la Avenida Neftchiler de la ciudad de Bakú en Azerbaiyán. Fue diseñado en 1910 por el arquitecto polaco Józef Płoszko, inicialmente como un teatro cine francés del Renacimiento. Los títeres crecían en tamaño desde unos pocos centímetros hasta el doble del tamaño humano. El edificio del teatro fue construido en el Bulevard Bakú, cuando no había vegetación todavía. El sistema de ventilación de escape fue reemplazado por una ventilación forzada. Cuando el cine se abrió al público en junio de 1910, el gobierno anunció las características del cambio total del aire. En 1921, según el proyecto del arquitecto local Zivar-bey Akhmadbeyov, el teatro fue reconstruido como teatro "Satyragite". Desde 1931 el teatro tiene su función actual, llegando a ser independiente en 1965.